# بطولة الوزن الثقيل العالمية (دبليو دبليو إي)
بطولة العالم للوزن الثقيل (بالإنجليزية: World Heavyweight Championship)‏ هي بطولة تابعة لإتحاد المصارعة للمحترفين (WWE)، وهي من أهم البطولات الكبرى التي أضيفت للاتحاد حيث تضاهي البطولة الرسمية للاتحاد (بطولة دبليو دبليو إي). وذلك لكون اللقب كان ملكاً لاتحاد دبليو سي دبليو قبل أن يشتريه فينيس مكمان عام 2001. استمر اللقب من عام ٢٠٠١ إلي عام ٢٠١٣ دُمج مع بطولة دبليو دبليو اي علي يد راندي اورتن عام ٢٠١٣ بعد ما فاز علي جون سينا في تي ال سي ٢٠١٣ . ثم اعاد تربل اتش اطلاق هذه البطولة عام ٢٠٢٣ وتوج بها سيث رولينز ليكون اول بطل بطولة العالم للوزن الثقيل في العصر الحديث 

## تاريخ اللقب
كان آخر من حمل لقب بطولة العالم للوزن الثقيل في اتحاد ورلد تشامبيونشيب ريسلينغ هو بوكر تي، وبعد نهاية اتحاد WCW في شهر أبريل عام 2001 بعد ان اشتراه فينيس مكمان مالك اتحاد WWF، استمر حزام البيغ غولد بالظهور عبر عروض اتحاد WWF في إحدى سيناريوهات عروض WWF والمعروف بـ"سيناريو التحالف"، وفي عرض فينجينس عام 2001 تم توحيد حزام البيغ غولد مع حزام لقب WWE عندما فاز كريس جيريكو بعد تغلبه على كل من ذا روك وستيف أوستن
في عرض راو بتاريخ 2 سبتمبر عام 2002 قام إريك بيشوف والذي كان يشغل مدير عرض راو حينها باعادة حزام البيغ غولد من جديد، وتم تقديمه كحزام لقب العالم للوزن الثقيل وجعله حصري لعرض راو وتم اهدائه لـتريبل اتش.

## العلامة التجارية
كانت في قسم راو منذ 2002 حتى عام 2005، حيث كان تربيل اتش صاحب أول بطولة في عام 2002. بعدها، انتصر باتيستا نجم السماك داون على تريبل اتش نجم قسم راو ويأخذ منه البطولة فأصبحت البطولة في سماك داون.
حتى عام 2008 عادت البطولة إلى راو بعد أن قام سي ام بانك، مصارع في قسم راو، بصرف عقد الحقيبة في المصرف وينتصر على البطل آنذاك ايدج لينقل البطولة إلى راو حتى جاء عام 2009، فينتصر ايدج بالبطولة ويأخذها إلى سماك داون. وفي راسلمانيا 25 عادت البطولة إلى راو، عندما انتصر جون سينا بها. وعادت إلى سماك داون مرة أخرى في عرض باك لاش عندما فاز بها ايدج.
وفي عرض تلي إل سي 2013 تم توحيد الحزام مرة أخرى مع حزام دبليو دبليو إي على يد راندي أورتن، عندما هزم حامله حينها جون سينا. وفي عرض سمر سلام عام 2014 كان الظهور الأخير لحزام البيغ غولد وكان بروك ليسنر آخر من حمل الحزام.
ولكن في عام 2023 تم توحيد لقبي دبليو دبيلو اي و دبليو دبليو اي يونفرسال مع رومان رينز واستبدالهم بلقب دبليو دبليو اي اندسبيتد وبذلك لم يعد هنالك لقب عالم في قسم الرو
لذلك بتاريخ 23 أبريل 2023 في عرض الرو اعلن تريبل اتش عن عودة لقب العالم للوزن الثقيل واقامة تصفيات على اللقب و تكون المباراة النهائية في مهرجان نات اوف تشامبيون في السعودية ليحقق سيث رولينز اللقب بعد الفوز على اي جي ستايلز

## حقائق
- ايدج أكثر مصارع حمل اللقب 7 مرات وقد فاز لأول مرة بها في أحد حلقات سماك داون عام 2007.
- باتيستا أكثر المصارعين احتفاظا باللقب من أبريل 2005 حتى يناير 2006، بمعدل 282 يوم.
- بيغ شو أقصر مصارع احتفظ باللقب لمدة 45 ثانية في تي ال سي 2011.
- أكبر بطل الأندرتيكر 44 عاما واصغر بطل راندي اورتن 24 سنة.
- أثقل بطل بيغ شو 225 كيلو غرام
- أخف بطل ري ميستيريو 75 كيلو غرام
- يذكر ان كريستيان هو أول مصارع يفوز باللقب بواسطة التنحية أو (disqualification))